# Рашит Назар
Рашит Назаров (башк. Рәшит Сәйетбаттал улы Назаров, нар. 1 листопада 1944—14 жовтня 2006) — видатний башкирський поет. Його твори включені до програм навчання середніх та вищих навчальних установ Башкортостану. Поезія перекладена на російську, татарську та турецьку мови. 

## Життя
Народився в сім'ї колгоспників, у невеликому селі на двісті обійсть. Дитинство промайнуло на березі річки Уршак.
В 1963—64 роках проходив строкову службу. Військова служба критично підірвала його психічне здоров'я. Одразу після армії декілька місяців провів у лікарні. Здоров'я так уже й не поліпшилося.
Помер у 2006 році в місті Ішимбай, похований на сільському кладовищі у своїх рідних Турумбетах.

## Творчість
Творити почав ще в дитинстві. Писав дуже багато по 4-5 віршів за день, часом писав оповідання.
Перший друк у сімнадцятилітньому віці, 1961-го року в журналі Агідель (башк. Ағиҙел) було надруковано низку його віршів.
У 1965 році вийшла в світ перша збірка Рашита «Таңды ҡаршылағанда» («Назустріч зорі»). В 1970 році — друга збірка «Ҡояш юлы буйлап» («Сонячним шляхом»)
1991 року видавництво Кітап (башк. Китап) видало книгу Назарова «Несу вам серце своє» (упорядник Асхаль Ахметкужин).
Четверта збірка віршів «Блискавка» на честь пів столітнього ювілею поета видано у 1994 році (редактор Риф Міфтахов).
Рашита Назарова називають «блискавкою башкирської поезії». Він став видатним досягненням башкирської культури, попри дуже короткий - лише кількарічний період творчості.

## Вшанування
У 2004 році указом Президента Башкортостану Рашит Назаров був нагороджений 1-м місцем Державної премії республіки Башкортостан імені Салавата Юлаєва. 
Російський журнал «Бельські простори» проводить творчі конкурси найкращого перекладу творів Рашита Назарова російською. 
У його рідному Аургазинському районі проходять щорічні "Назаровські читання". 